# Boana atlantica
Boana atlantica é uma espécie de anfíbio da família Hylidae. Endêmica do Brasil, onde pode ser encontrada nos estados de Pernambuco, Alagoas, Sergipe e Bahia. Em 2017, descobriu-se que a espécie apresenta fluorescência, emitindo luz azul e verde após receber radiação ultravioleta, tal como a Boana punctata.